# Championnat d'Irlande de football 1923-1924
Navigation
Édition précédente Édition suivante
Le Championnat d'Irlande de football en 1923-1924. Le championnat est remporté par les Bohemians FC.
Le championnat passe de 12 à 10 clubs.

## Les 10 clubs participants
- Athlone Town Football Club
- Bohemian Football Club
- Brooklyn Football Club
- Jacob's Football Club
- Midland Athletic Football Club
- Pioneers Football Club
- Saint James's Gate Football Club
- Shamrock Rovers Football Club
- Shelbourne Football Club
- Shelbourne United Football Club

## Classement
| Rang | Équipe                | Pts | J  | G  | N | P  | Bp | Bc | Diff |
| ---- | --------------------- | --- | -- | -- | - | -- | -- | -- | ---- |
| 1    | Bohemian FC           | 32  | 18 | 16 | 0 | 2  | 56 | 20 | +36  |
| 2    | Shelbourne FC         | 28  | 18 | 13 | 2 | 3  | 55 | 21 | +34  |
| 3    | Jacob's FC            | 24  | 18 | 11 | 2 | 5  | 36 | 21 | +15  |
| 4    | Athlone Town          | 21  | 18 | 8  | 5 | 5  | 34 | 24 | +10  |
| 5    | Saint James's Gate FC | 20  | 18 | 9  | 2 | 7  | 38 | 27 | +11  |
| 6    | Shelbourne United     | 19  | 18 | 8  | 3 | 7  | 30 | 31 | -1   |
| 7    | Shamrock Rovers T     | 17  | 18 | 7  | 3 | 8  | 37 | 32 | +5   |
| 8    | Brooklyn FC           | 10  | 18 | 4  | 2 | 12 | 23 | 37 | -14  |
| 9    | Pioneers FC           | 5   | 18 | 2  | 1 | 15 | 15 | 60 | -45  |
| 10   | Midland Athletic      | 4   | 18 | 2  | 0 | 16 | 13 | 62 | -49  |

## Source
- (en) Alex Graham, Football in the Republic of Ireland : a Statistical Record 1921–2005, Soccer Books Ltd, novembre 2005, 142 p. (ISBN 978-1862231351).